# メルクセローノ
メルクセローノ （Merck Serono、北米における企業名は EMDセローノ、EMD Serono、イー・エム・ディ・セローノ）は、スイスのジュネーヴを本拠とする製薬会社である。
ドイツの化学・製薬企業であるメルク（Merck KGaA）の医薬事業と、スイスの製薬会社・セローノの統合によって、2007年に設立された。癌、不妊症、神経変性疾患などを主な治療分野とする。

## 概要

### 沿革

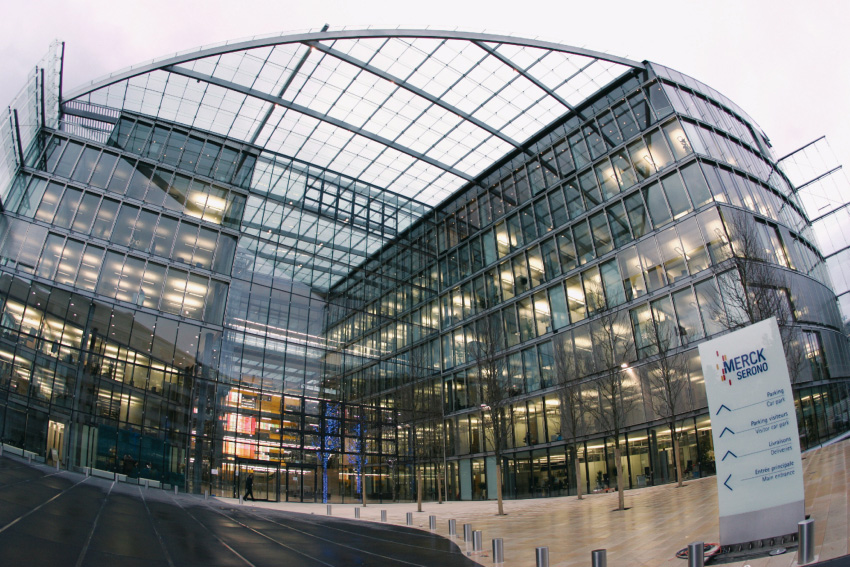
メルクセローノ本社
（スイス・ジュネーブ）

メルク（Merck KGaA）は2006年9月、スイスのバイオ企業大手・セローノ（Serono）社の株式の過半を、同社の所有者であったスイスの実業家、エルネスト・ベルタレッリ（Ernesto Bertarelli）、及びベルタレッリ家から取得する方針を表明した。
翌2007年1月の時点で、メルクはセローノ社の株式の過半を取得、同社を吸収合併して新会社「Merck Serono International S.A.」を設立した。名称については、米国メルク（Merck & Co.）が「メルク」の使用権を有する北米（アメリカ合衆国とカナダ）においてのみは、「EMDセローノ （イー・エム・ディー・セローノ）」として事業を行っている。

### 薬剤製品
メルクセローノが取り扱っている薬剤には、アービタックス（セツキシマブ）、UFT、レビフ（IFN-β1）、ノバントロン（ミトキサントロン）、ゴナール（ゴナールエフ、遺伝子組換えヒトFSH）、Ovidrel/Ovitrelle （hCG）、セロフェン（クエン酸クロミフェン、排卵誘発剤）、Zorbtive（短腸症候群治療薬）、Luveris （LH）、サイゼン（遺伝子組換え分泌型ヒト成長ホルモン製剤）、セロスティム（遺伝子組換え分泌型ヒト成長ホルモン製剤、HIV消耗性症候群治療薬）、グルコファージ（メトフォルミン）、Concor、Euthyrox（合成チロキシン）、ラプティバ（efalizumab、乾癬治療薬）、シアノキット（シアン中毒治療薬）などがある。
これら薬剤のうち、低ゴナドトロピン性男子性腺機能低下症治療剤「ゴナールエフ」、下垂体性小人症治療剤「サイゼン」などは、旧セローノ社が保有していた製品である。

### 日本での事業
メルクセローノの日本法人は、メルクバイオファーマ株式会社（東京都目黒区下目黒、法人番号：7010701015140）である。メルクセローノ株式会社として、セローノ社の日本法人として1976年（昭和51年）から事業を行っていたセローノ・ジャパン株式会社に、メルク株式会社の医療用医薬品事業部を分離・統合することによって2007年（平成19年）10月1日に設立され、2019年4月1日に社名を変更した。
初代社長には、それまで独メルク（Merck KGaA）でオンコロジー部門のアジア太平洋地域責任者を務めていたウェイン・パタソンが就任した。設立時の体制は社員数200人、MR80人であり、本社オフィスは旧セローノ・ジャパンの所在地（目黒区下目黒、最寄駅: 目黒駅）が引き継がれた。
日本市場においては主に、「癌」、「不妊症」、「内分泌代謝」の3領域における治療薬の開発・販売を行っており、設立翌年の2008年（平成20年）9月には、大腸癌治療のための分子標的薬「アービタックス」を日本市場で発売している。